# Berrylands
Berrylands est une zone anglaise située au sud-ouest de Londres, dans le borough royal de Kingston upon Thames.